# Eustala lunulifera
Eustala lunulifera là một loài nhện trong họ Araneidae.
Loài này thuộc chi Eustala. Eustala lunulifera được Cândido Firmino de Mello-Leitão miêu tả năm 1939.